# علم الأمراض الخلوي

صورة ثلاثية الأبعاد بالمجهر لعينة خلوية تظهر عقدة سرطانية)

علم أمراض الخلايا أو علم الأمراض الخلوي أو الباثولوجيا الخلوية  هو أحد فروع علم الأمراض والذي يختص بدراسة وتشخيص الأمراض على مستوى الخلية، تم إنشاء هذا الفرع من علم الأمراض في عام 1928م على يد جورج نيكولا بابانيكولا.
ويعد مسحة عنق الرحم تطبيقاً مشتركاً لعلم الأمراض الخلوي، حيث تستخدم كأداة فحص للتعرف على الآفات السرطانية التي تصيب عنق الرحم والوقاية منها، ويستخدم علم الأمراض الخلوي أيضاً للتعرف على أمراض الغدة الدرقية وأمراض التجاويف الجسدية مثل التجويف البريتوني والدماغي والبلوري وكذلك الأمراض التي تصيب أجزاء كثيرة من الجسد.
يُستخدم علم الأمراض الخلوي عادةً للمساعدة في تشخيص السرطان، ولكنه يساعد أيضاً في تشخيص بعض الأمراض المعدية وحالات الالتهابات الأخرى، وبشكل عام فإن علم الأمراض الخلوي يتم تطبيقه على عينات من الخلايا المفردة أو قطع من الأنسجة على عكس علم الأمراض التشريحي الذي يدرس الأنسجة الكاملة.
وتُسمى اختبارات علم الأمراض الخلوي أحياناً اختبارات المسحة وذلك لأن العينات يتم مسحها على شريحة المجهر الزجاجية من أجل الصبغ والفحص المجهري. ومع ذلك فإن عينات الخلايا يمكن أن يتم إعدادها بطرق أخرى ويتضمن ذلك الطرد المركزي للخلايا، ويمكن أن يتم استخدام أنواع مختلفة أيضاً من الاختبارات من أجل تشخيص السرطان.
يطلق على علم الأمراض الخلوي أحياناً علم الخلايا أو علم دراسة الخلايا. "

## جمع الخلايا

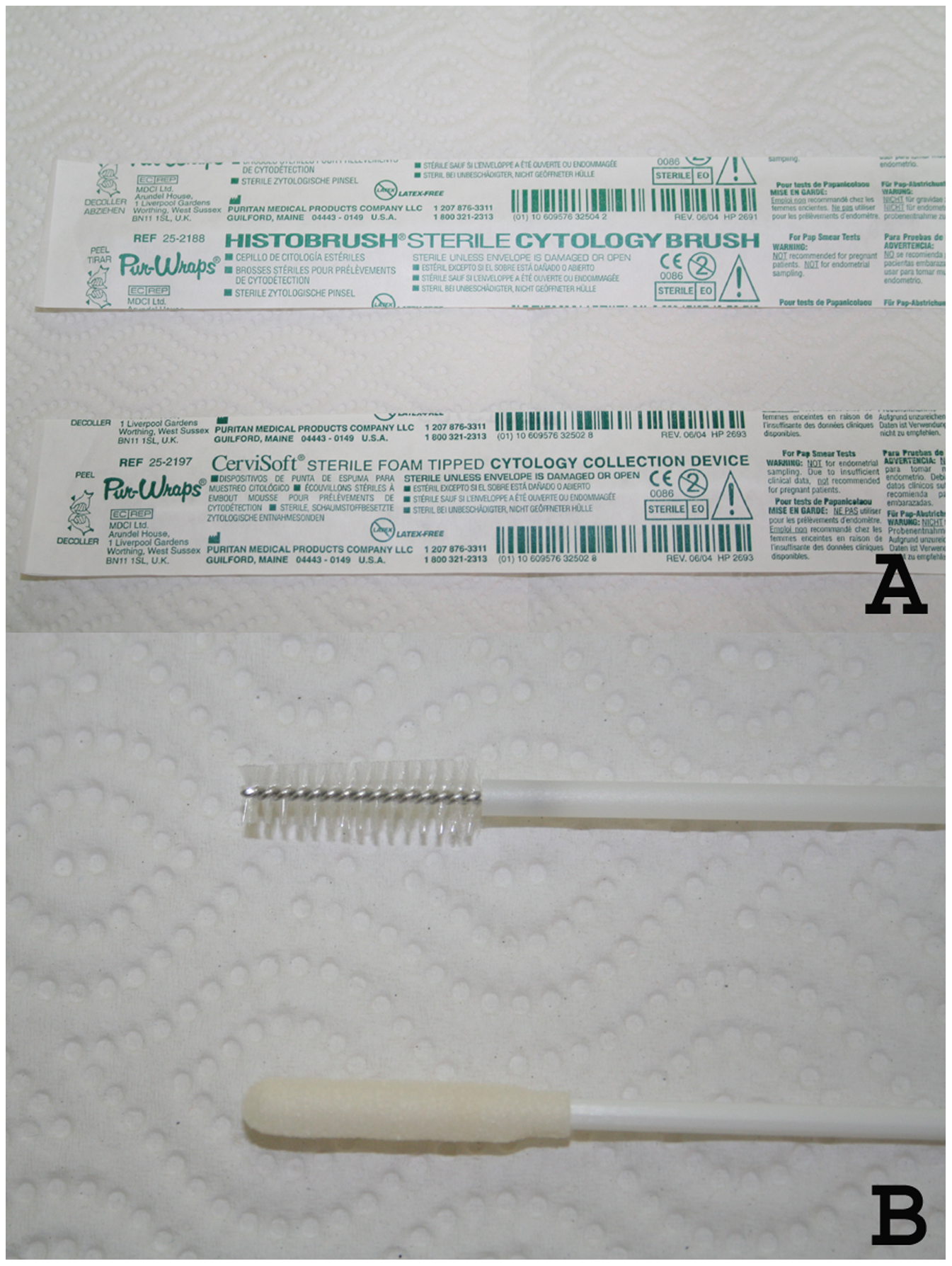
الفرش المستخدمة في جمع الخلايا من أجل الفحص(الكشط اليدوي).

هناك طريقتين لجمع الخلايا من أجل تحليل أو اختبار الخلايا:

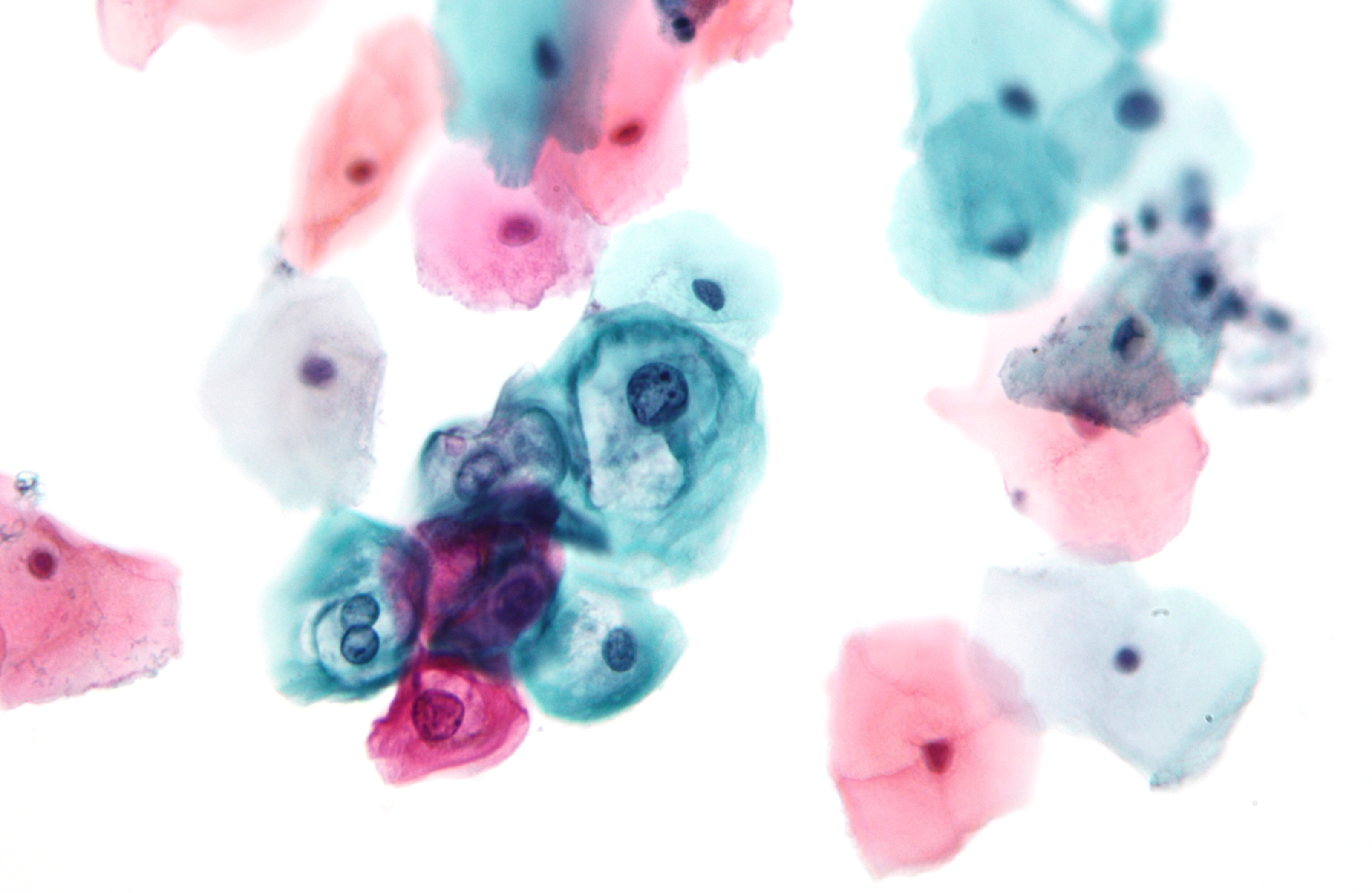
صورة مجهرية توضح عينة من التقشير التلقائي وهي عينة من عنق الرحم

### دراسة الخلايا المتقشرة
في هذه الطريقة يتم جمع الخلايا بعد أن يقشرها الجسم من تلقاء نفسه «تقشر تلقائي» أو إما يتم كشطها يدوياً عن سطح الجسم «تقشير ميكانيكي». ومثال على التقشير التلقائي عندما يتم تساقط خلايا التجويف البريتوني أو البلوري في السائل البريتوني أو السائل البلوري ثم بعد ذلك يمكن جمع هذا السائل بوسائل مختلفة من اجل الفحص، ومثال على التقشير الميكانيكي مسحات عنق الرحم حيث يتم كشط خلايا من عنق الرحم بواسطة الملعقة الخاصة بهذا الفحص وكذلك كشط خلايا الشعب الهوائية حيث يتم إدخال المنظار إلى القصبة الهوائية من أجل تخمين الآفة التي أصابتها عن طريق كشط خلايا من سطح القصبة الهوائية وإجراء فحوصات علم الأمراض الخلوي عليها.
أما علم دراسة الخلايا القائم على السوائل فإنه يجمع العينات بنفس الطريقة ولكن يضعها في السائل ويتم التعامل معها ومعالجتها بعد ذلك للحصول على أفضل النتائج.

### دراسة الخلايا التدخلية
في دراسة الخلايا التدخلية يدخل الطبيب الشرعي أو عالم الأمراض إلى الجسم لجمع العينات وفي أيامنا الحالية فإن إبر الدم الرفيعة (FNAC)تعد مرادفاً لعلم الخلايا التدخلية.
1. إبرة الدم الرفيعة أو خزعة الإبرة هي إبرة يتم توصيلها إلى حقنة لجمع الخلايا من الكتل أو الجروح من أعضاء الجسم المختلفة، ويتم ذلك غالبا بواسطة تطبيق ضغط سلبي مما يؤدي إلى الشفط وينتج عن ذلك زيادة الخلايا المُجمعة ويمكن تطبيق هذه الطريقة تحت توجيهات اللمس أو تحسس (يمكن للطبيب أن يشعر بالإصابة) كتل في الأجزاء السطحية مثل الرقبة والغدة الدرقية أو الثدي، كما يمكن أن تكون الأشعة فوق الصوتية والأشعة المقطعية مفيدة أيضاً من أجل فحص العينات من الآفات العميقة داخل الجسم والتي لا يمكن تحديد مكانها بواسطة اللمس.

يتم استخدام هذه التقنيات في العديد من الدول ولكن نسبة النجاح تعتمد على مهارة الممارس أو المسئول، إذا تمت الممارسة من قِبَل متخصص علم الأمراض الخلوي وحده أو فريق من المتخصصين تكون نسبة النجاح أعلى كثيراً من الحالات التي تمت فيها الممارسة من قِبَل غير المتخصصين.
قد يكون هذا بسبب قدرة الأطباء على التقييم الفوري للعينات تحت المجهر وتكرار إجراء أخذ العينات إذا لم تكن كافية لإجراء الفحص.
تكون الإبر الرفيعة بقياس 23-27 لأن الإبر الصغيرة بقياس 27 يمكنها أن تسفر دائماً عن المواد التشخيصية حيث أن الإبر الرفيعة هي غالبا الوسيلة الأقل ضرراً للحصول على نسيج من الإصابة أو الجرح.
وفي بعض الأحيان يتم استخدام حامل الحقنة لتسهيل أداء الخزعة بيد واحدة بينما تقوم اليد الأخرى بتثبيت الكتلة التي يتم أخذ الخزعة منها، كما يمكن استخدام معدات التصوير مثل ماسح التصوير المقطعي أو الأشعة فوق الصوتية في تحديد المنطقة التي يراد أخذ عينة منها.
1. علم خلايا الرواسب: وهنا يتم جمع عينة من المثبت الذي تم استخدامه لمعالجة خزعة أو عينة تشريح، يتم خلط المثبت بشكل صحيح وأخذه إلى أنبوب الطرد المركزي ويتم الطرد.

يتم استخدام علم خلايا الرواسب من أجل المسحات، وهذه الرواسب هي الخلايا التي تمت إزالتها بالتشريح وبالخزعة أثناء تلك العملية.

## العلامات
تعد نواة الخلية عامل مهم جداً في تقييم العينة الخلوية، ففي الخلايا السرطانية يمكن رؤية التغير في نشاط الحمض النووي مثل أي تغير مادي في الخاصية الخلوية.
وعندما يتم فك لفات الحمض النووي ويصبح مكشوفاً، تصبح نواة الخلية قاتمة وأقل تناسقاً وأكبر مما كانت عليه في الخلايا الطبيعية، وغالباً تظهر نوية حمراء واضحة.
وفي حين أن المسئولية الرئيسية لمتخصص الأمراض الخلوية هو أن يتنبين ما إذا كانت العينة التي يراد فحصها سرطانية أو ستتحول إلى خلية سرطانية، فإن هناك بعض الأمراض الأخرى والتي يمكن تبينها في العينة مثل:
- الالتهابات الجرثومية: الطفيليات أو الفيروسات أو البكتيريا.
- التغيرات التفاعلية.
- التفاعلات المناعية.
- شيخوخة الخلايا.
- الداء النشواني.
- أمراض المناعة الذاتية.

يمكن أن تفشل بعض وظائف الخلية في العمل بصورة طبيعية مثل النمو والأيض والانقسام مما يؤدي إلى الإصابة بالمرض.
يُستخدم علم الأمراض الخلوي كأحد أفضل ثلاث تقنيات للكشف عن المرض حيث أن الثاني والثالث هما الفحص البدني والتصوير الطبي، ويمكن أن يشخص علم الأمراض الخلوي الكثير من الحالات ويُجنب المريض إجراء جراحة للحصول على عينة أكبر.
ومثال ذلك حالات الغدة الدرقية حيث يمكن تشخيص الكثير من الحالات الحميدة بواسطة الخزعة السطحية، ثم يعود المريض إلى حياته الطبيعية مرةً أخرى على الفور، ولكن إذا تم تشخيص حالة خبيئة فإن المريض يبدأ في العلاج الكيميائي أو الإشعاعي أو قد يحتاج إلى عملية جراحية من أجل إزالة هذا السرطان أو تنظيمه.
وقد يصعب الحصول على خزعة من بعض الأورام مثل السرقوم أو سرطان العظام، وقد يكون الحصول على خزعة خطيراً في حالات الأورام النادرة مثل أورام الغدة الكظرية.
ولكن بشكل عام فإن إبر الدم الرفيعة هي وسيلة آمنة ويمكن القيام بها في أي مكان بالجسد ويتضمن ذلك الكبد، والرئة، والكلى، والأورام أو الكتل السطحية.
لا يتم تدريب العديد من الأطباء للقيم بخزعات إبر الدم الرفيعة بشكل صحيح، ومن ثم عندما لا يحصلون على المادة التشخيصية يعتقدون أن علم الأمراض الخلوي غير مفيد.
يستغرق الأسلوب السليم وقتاً طويلاً حتى يتم تعلمه جيداً فإنه يمكن لمتخصصي علم الأمراض الخلوي والتقنيين مساعدة الأطباء في تقنيات الجمع.
القراءة السريعة هي نظرة خاطفة تحت المجهر وبإمكانها أن تخبر الطبيب ما إذا تم الحصول على معلومات كافية للتشخيص، ويجب أيضا أن يتم تحضير العينات النسيجية بشكل صحيح حتى لا يتم تدميرها أو إيذائها.
وفي بعض الأحيان يتطب الأمر المزيد من المعلومات حول العينة وتكون هذه المعلومات مفيدة في التشخيص، يمكن أن تؤدى الصبغات المناعية والاختبارات الجزيئية خاصةً إذا تم تحضير العينة على أساس من التقنيات السائلة لعلم الأمراض الخلوي، وغالباً يتم تنفيذ اختبار رد الفعل في مثل اختبار فيروس الورم الحليمي البشري في حالات اختبار عنق الرحم الغير طبيعي أو قياس التدفق الخلوي على عينة سرطان الغدة الليمفاوية.

## أجزاء الجسم
وتستخدم تقنيات علم الأمراض الخلوي في فحص جميع أجهزة وأنسجة الجسم تقريبا:
- علم الخلايا الخاص بأمراض النساء - يختص بالجهاز التناسلي للأنثى.
- علم خلايا المسالك البولية - يختص بما يتعلق الحالب والمثانة البولية والإحليل.
- علم خلايا السوائل - يختص بتجمع السوائل خاصةً في الغشاء البريتوني والبلوري والتامور.
- علم خلايا الثدي - يختص بشكل أساسي بالثدي الأنثوي..
- علم الخلايا الدرقية - فيما يتعلق الغدة الدرقية.
- علم خلايا العقد الليمفاوية - يختص بشأن العقد الليمفاوية.
- علم الخلايا في الجهاز التنفسي - فيما يتعلق بالرئتين والشعب الهوائية.
- علم الخلايا المعوية - يختص بشأن القناة الهضمية.
- علم خلايا الأنسجة الرخوة والعظام والجلد.
- علم خلايا الكلى والغدة الكظرية.
- علم خلايا الكبد والبنكرياس.
- علم خلايا الجهاز العصبي المركزي.
- علم خلايا العيون.
- علم خلايا الغدد اللعابية.

## وصلات خارجية
- American Society of Cytopathology
- British Association for Cytopathology
- Australian Society of Cytology
- Papanicolaou Society of Cytopathology
- List of Societies
- E-Learning for Medical Students